# Jean XI Vekkos
Jean XI Vekkos ou Bekkos fut patriarche de Constantinople du 26 mai 1275 au 26 décembre 1282. Après le deuxième concile de Lyon (1274), il incarna la politique d'union des Églises grecque et latine qui y fut proclamée, avant d'être déposé et incarcéré.

## Biographie
Il est probablement né à Nicée, ville près de laquelle il possédait des vignes et où il avait beaucoup de relations. Il devint chartophylax (archiviste) du patriarcat sous le pontificat d'Arsène Autorianos, et le resta ensuite jusqu'à son propre avènement. Jouissant de la confiance de l'empereur Michel VIII Paléologue, il fut employé à des missions diplomatiques : il accompagna le patriarche Joseph à la cour de Bulgarie en 1269 pour y donner en mariage Anne Paléologue, la deuxième fille de l'empereur (mais la barbarie de cette cour les incita à ramener la princesse avec eux) ; il fut également envoyé avec l'archidiacre Constantin Méliténiote, en 1270, auprès du roi saint Louis qui était en croisade en Tunisie et qu'ils trouvèrent mourant.
Il fut longtemps opposé à l'idée de l'union avec la papauté, prônée pour des raisons politiques par l'empereur Michel VIII : en 1273 encore, lors d'une réunion organisée à ce sujet au patriarcat autour de l'empereur, il se prononça ouvertement contre elle, et pour cette raison fut arrêté et enfermé dans la tour d'Anéma. On lui donna à lire un traité de Nicéphore Blemmydès où ce théologien déclare que la doctrine latine du Filioque n'est pas hérétique ; ébranlé il demanda d'autres livres, et l'empereur le fit libérer et ordonna qu'on lui procure tous les ouvrages qu'il souhaitait pour approfondir la question. En février 1274, il souscrivit au mandat de la délégation byzantine qui partit alors pour le deuxième concile de Lyon (mai-juillet 1274), où l'union des Églises grecque et latine fut proclamée.
Au retour de la délégation, le patriarche Joseph, qui avait juré publiquement de ne jamais accepter cette union, donna sa démission et fut enfermé dans un monastère hors de la capitale (janvier 1275). La première messe où la primauté du pape était reconnue fut célébrée dans la chapelle palatine le 16 janvier. Ensuite Jean Vekkos, devenu un ferme partisan de cette union, fut élu nouveau patriarche le 26 mai et fut intronisé le 2 juin.
Si l'empereur et le nouveau patriarche appliquèrent conjointement la politique d'union des Églises et furent toujours d'accord sur ce sujet, en revanche leurs relations furent difficiles sur beaucoup d'autres points : Jean Vekkos intercédait souvent pour des personnes, il insistait malgré les refus, et il y eut des scènes entre les deux hommes, rapportées par l'historien Georges Pachymère. Un jour le patriarche jeta sa crosse épiscopale sur le sol et sortit de la salle ; une autre fois il refusa la communion à l'empereur lors d'une messe. L'empereur finit par espacer le plus possible ses relations avec le patriarche.
L'union des Églises rencontrait une forte opposition dans tous les secteurs de la société byzantine, même dans la famille impériale. Le 17 février 1277, Jean Vekkos fit adopter par le Saint-Synode un document appelé Tomographia, signé par tous les évêques, qui réitérait solennellement leur acceptation de l'union et qui prévoyait des sanctions pour ceux qui persistaient à la refuser. Peu après, tous les membres du clergé de Sainte-Sophie durent également adhérer formellement à ce document. Le patriarche envoya deux professions de foi à Rome, exprimant sa complète communion avec la doctrine de l'Église latine, et ensuite il appliqua rigoureusement les sanctions prévues contre les récalcitrants.
En 1278, Jean Vekkos tomba malade et se retira pour un temps, contre le gré de l'empereur, dans le monastère où son prédécesseur Joseph était confiné. Peu après son retour, il put constater que des membres du clergé faisaient des démarches contre lui auprès de l'empereur, l'accusant d'abus de pouvoir, et que l'empereur y prêtait l'oreille. En 1279, un décret impérial retira de la juridiction du patriarche tous les monastères situés hors du diocèse de Constantinople. Jean Vekkos annonça alors sa décision de démissionner et de se retirer dans le monastère urbain de la Panachrantos. Mais l'empereur reçut alors à Andrinople quatre légats du pape qui réclamaient de nouveaux gages de l'engagement des Byzantins dans l'union, sachant l'opposition qu'elle rencontrait ; il envoya alors à Vekkos des messagers lui demandant de reprendre au plus vite ses fonctions. On rédigea une lettre de réponse de l'épiscopat grec au pape, que, selon l'historien Pachymère, on remplit avec de fausses signatures, d'évêques et de sièges épiscopaux qui n'existaient pas.
Le 11 décembre 1282, l'empereur Michel VIII mourut, et son fils et successeur Andronic II, assisté de son ministre Théodore Mouzalon, renversa complètement la politique religieuse suivie. Dès le 26 décembre, Jean Vekkos quitta le patriarcat et se retira dans le monastère urbain de la Panachrantos ; le 31 décembre, le patriarche Joseph, mourant et porté sur une civière, était rétabli sur son trône. La vengeance des anti-unionistes, réprimés sous le règne précédent, se donna alors libre cours, et les partisans de l'union avec Rome, y compris l'ancien patriarche, furent molestés et humiliés. En janvier 1283, Jean Vekkos dut sous la contrainte signer une renonciation à ses positions et en même temps à la prêtrise. Arrêté, il fut conduit en résidence surveillée à Pruse. En 1285 se tint au palais des Blachernes un synode présidé par le nouveau patriarche Grégoire de Chypre et où la théologie latine du Filioque fut officiellement condamnée et tout rapprochement avec Rome rejeté. Jean Vekkos, refusant de renier ses positions, fut enfermé avec ses anciens collaborateurs les archidiacres Constantin Méliténiote et Georges Métochite dans la forteresse de Saint-Grégoire, au bord du golfe de Nicomédie. Il y mourut en mars 1297 et y fut enterré.

## Œuvre
Jean Vekkos a abondamment écrit pour défendre la doctrine du Filioque et la politique d'union avec l'Église latine. Ses œuvres sont éditées dans la Patrologia Græca de Migne, vol. 141, col. 15 à 1030.